# Jiao (Jiamusi)
Jiao (郊区,  Jiāo Qū – „Vorstadt“) ist ein Stadtbezirk der bezirksfreien Stadt Jiamusi in der nordostchinesischen Provinz Heilongjiang. Er hat eine Fläche von 1.697 km² und zählt 265.340 Einwohner (Stand: Zensus 2020). Im Juli 2006 wurde Jiao um den aufgelösten Stadtbezirk Yonghong vergrößert.

## Administrative Gliederung
Auf Gemeindeebene setzt sich Jiao aus zwei Straßenvierteln, fünf Großgemeinden und sechs Gemeinden zusammen. Diese sind:
- Straßenviertel Jiaxi (佳西街道);
- Straßenviertel Youyi (友谊街道);
- Großgemeinde Aoqi (敖其镇);
- Großgemeinde Changfa (长发镇);
- Großgemeinde Dalai (大来镇);
- Großgemeinde Lianjiangkou (莲江口镇);
- Großgemeinde Wangjiang (望江镇);
- Gemeinde Changqing (长青乡);
- Gemeinde Ping’an (平安乡);
- Gemeinde Qunsheng (群胜乡);
- Gemeinde Sifeng (四丰乡);
- Gemeinde Xigemu (西格木乡);
- Gemeinde Yanjiang (沿江乡).

Im Verwaltungsgebiet Jiaos liegen außerdem:
- die Staatliche Ackerland-Erschließung Vorstadt (郊区农垦);
- das Staatsgefängnis Lianjiangkou (莲江口监狱).